# Ulf Prange

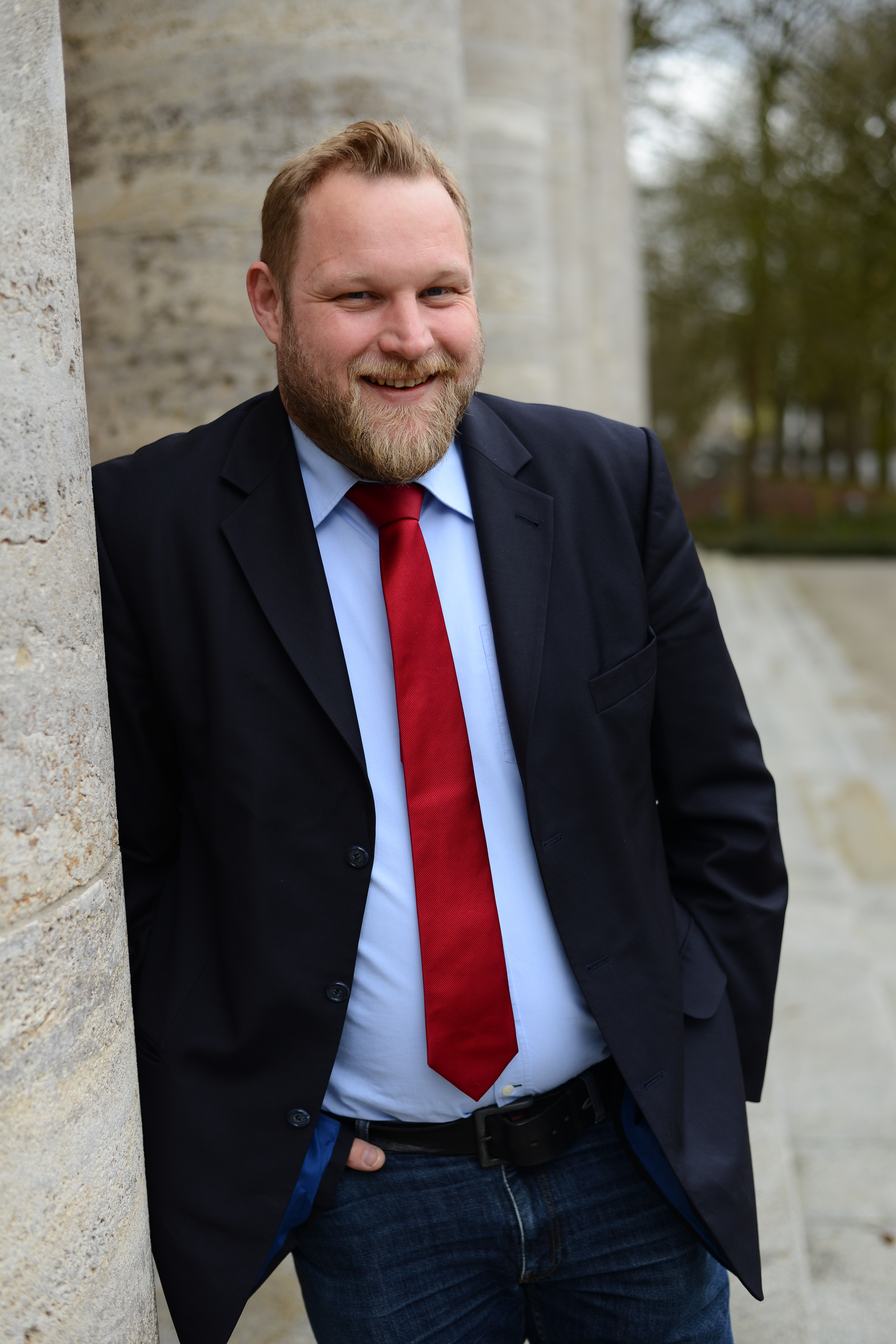
Ulf Prange

Ulf Prange (* 25. Juli 1975 in Oldenburg (Oldenburg)) ist ein deutscher Rechtsanwalt, Politiker (SPD) und seit Februar 2013 Abgeordneter im Landtag von Niedersachsen.

## Biografie
Ulf Prange wuchs in Oldenburg auf. Nach dem Abitur am Gymnasium Eversten Oldenburg studierte er an der Universität Osnabrück, der Université Paris-Val de Marne und der Berliner Humboldt-Universität Rechtswissenschaft. Er machte das Referendariat beim Oberlandesgericht Oldenburg. Seine juristische Ausbildung schloss er mit dem zweiten Staatsexamen 2003 ab.
Seit 2004 ist er als Rechtsanwalt tätig. Er ist seit 2008 Fachanwalt für Verkehrsrecht. Ulf Prange ist ledig.

## Politik
Prange war von 2003 bis 2019 Vorsitzender des SPD-Ortsvereins Stadtmitte-Süd/Osternburg. Von 2006 bis Mai 2013 war er Mitglied des Oldenburger Stadtrates, dem er seit November 2016 wieder angehört. Nachdem der langjährige Abgeordnete Wolfgang Wulf auf eine erneute Kandidatur verzichtet hatte, bewarb sich Ulf Prange um das relativ sichere SPD-Direktmandat im Landtagswahlkreis Oldenburg-Mitte/Süd und gewann den Wahlkreis bei der Landtagswahl in Niedersachsen 2013 mit 35,6 % der Erststimmen ähnlich deutlich wie sein Vorgänger. Bei der Landtagswahl 2017 holte Ulf Prange erneut das Direktmandat mit 41,19 % der Erststimmen. Bei der Landtagswahl in Niedersachsen 2022 konnte er das Direktmandat mit 33,5 % der Erststimmen erneut verteidigen.